# Eberhard von Minckwitz

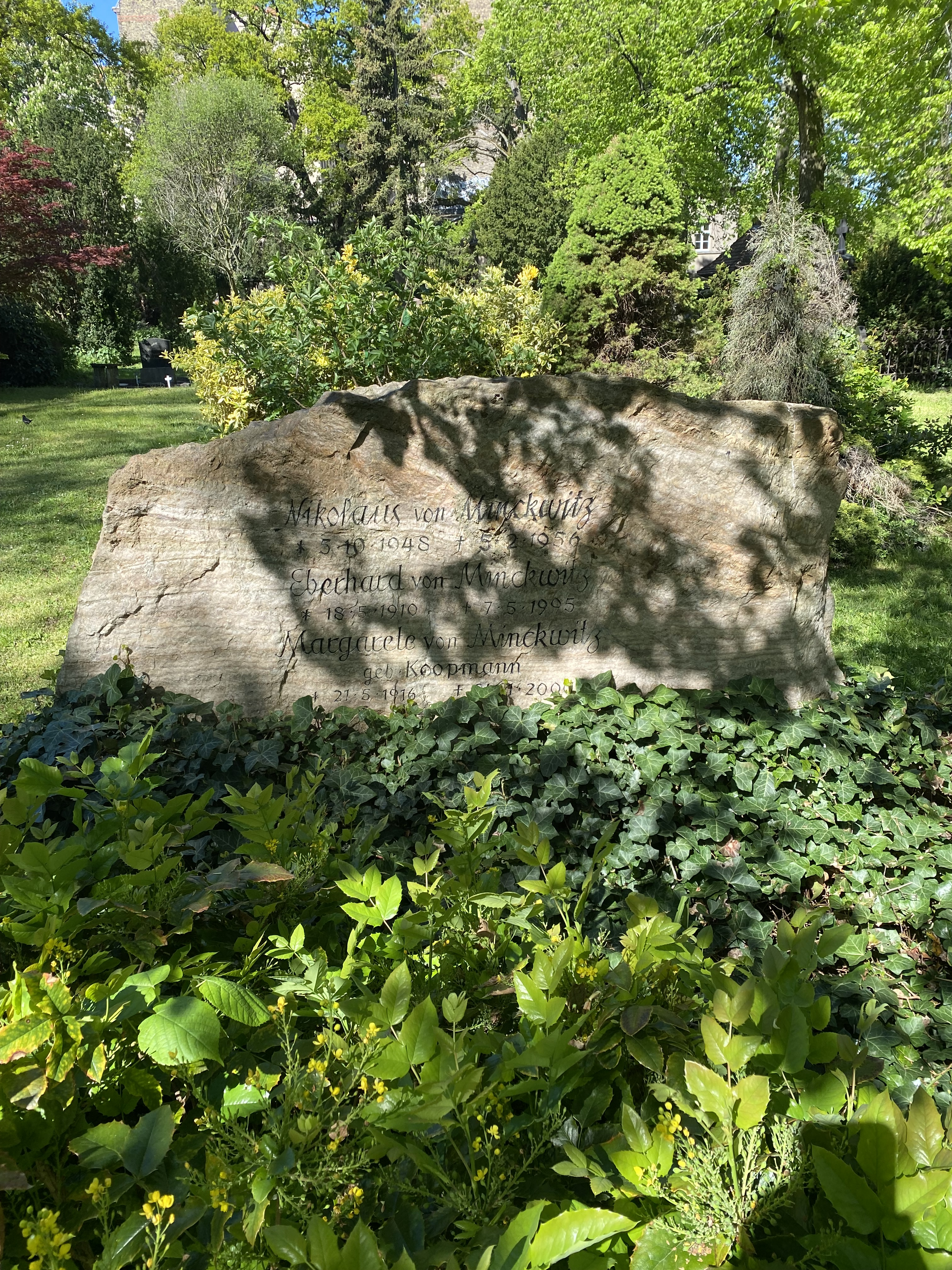
Grabstätte auf dem Dreifaltigkeitskirchhof II

Eberhard von Minckwitz  (* 18. Mai 1910 in Berlin; † 7. Mai 1995 ebenda) war ein deutscher Jurist und Politiker. Er war Rechtsanwalt und Notar in Berlin und Mitglied des Abgeordnetenhauses von Berlin.

## Biografie
Eberhard von Minckwitz wurde als Sohn des preußischen Offiziers Heinrich Krafft von Minckwitz in Berlin-Wilmersdorf geboren. Er legte am Evangelischen Gymnasium zum Grauen Kloster das Abitur ab. Anschließend studierte er Rechts- und Staatswissenschaften an der Friedrich-Wilhelm-Universität zu Berlin (Heute Humboldt-Universität). Als Student wurde er 1928 Mitglied des Deutschen Hochseesportverbands Hansa (DHH) und der Berliner Burschenschaft Hevellia. Nach seinem Examen war er Referendar im Kammergerichtsbezirk und erhielt 1939 seine Zulassung als Rechtsanwalt. Von 1940 an nahm er als Offizier am Frankreichfeldzug teil und wurde später zur Heeresverwaltung versetzt. 1943 wurde er Divisionsintendant. Nach dem Zweiten Weltkrieg erhielt er ab 1955 die Zulassung als Rechtsanwalt und Notar in Berlin-Wilmersdorf. Von 1949 bis 1965 war er Mitglied des Domkirchenkollegiums in Berlin und seit 1950 Ritter des Johanniterordens. Ab 1956 Vorsitzender des Kreisverbands Wilmersdorf der CDU. Von 1959 bis 1963 war er Mitglied des Berliner Abgeordnetenhauses.
Er heiratete am 23. August 1947 in Berlin Margarete Koopmann (1916–2000). Aus der Ehe gingen vier Kinder hervor, u. a.:
- Barbara (* 1950), TV-Darstellerin und Rechtsanwältin, I. ⚭ 1980 Rainer Gohlke (gesch. 1992), II. ⚭ 2000 Hans Henrici, Notar
- Burkhard (* 1957), Hausverwalter, ⚭ 1987 Rita Balbina Seberich (* 1950)

Eberhard von Minckwitz wurde auf dem Dreifaltigkeitskirchhof II im Berliner Ortsteil Kreuzberg beigesetzt.

## Ehrungen
- Ehrenritter des Johanniterordens